# 中国陶瓷艺术大师
中国陶瓷艺术大师是由中国轻工业联合会和中国陶瓷工业协会共同主办的评选活动，先后于2003年、2010年、2016年举办三届。

## 历史
2003年举办了首届中国陶瓷艺术大师评选。这是当时中国陶瓷艺术领域最高级别的荣誉称号，地位与“中国工艺美术大师”相当。首届评选共产生35位中国陶瓷艺术大师，同时前四届中国工艺美术大师中陶瓷艺术类在世者也自动获得该称号。不过2010年第二届评选时其实质发生变化，此届评审定位降低至“次国家级”水平上。第二届共93人获“中国陶瓷艺术大师”称号。评审过程中的黑金交易、权力干涉等现象曾引发争议，尤其是时任景德镇市委书记许爱民因被评为中国陶瓷艺术大师而引起业界与舆论不满。
2016年7月，第三届“中国陶瓷艺术大师”评审活动中，91人获“中国陶瓷艺术大师”称号。然而，同年12月23日中华人民共和国民政部通报称，中国陶瓷工业协会违规举办第三届“中国陶瓷艺术大师”评审，并对其作出警告的行政处罚。民政部表示此次评选不在《全国评比达标表彰保留项目目录》范围之内，属违规评比表彰活动。此后，中国陶瓷工业协会称民政部处罚对评奖结果没有影响。但民政部则表示，“社会组织未经批准，擅自在保留项目目录以外开展评比达标表彰项目的，其颁发的奖项、荣誉一律无效。”同时，中国陶瓷工业协会的业务主管单位国务院国有资产监督管理委员会也表示要求中国轻工业联合会和中国陶瓷工业协会加强整改，且今后不再组织“中国陶瓷艺术大师”评比。

## 中国陶瓷艺术大师名单

### 第一届
2003年，共35人：
刘炳、潘柏林、霍家荣、钟汝荣、吴为明、刘平、戚培才、舒惠娟、熊汉中、陆军、陆如、汪桂英、涂金水、曾维开、李达、柯宏荣、杨剑民、尹干、杨玉芳、李梓源、张明文、陈文增、刘希舜、刘长义、刘立忠、毛正聪、夏侯文、张绍斌、何道洪、李昌鸿、周桂珍、鲍志强、晋佩章、李遊宇、卢尚平
前四届中国工艺美术大师中自动当选者：
刘泽棉、廖洪标、梅文鼎、黄松坚、翁荣标、陈钟鸣、王锡良、秦锡麟、张松茂、李进、戴荣华、张育贤、王隆夫、王恩怀、刘远长、熊钢如、唐自强、徐庆庚、许兴泰、徐朝兴、嵇锡贵、陈贻谟、冯乃藻、蒋蓉、徐秀棠、汪寅仙、吕尧臣、徐汉棠、谭泉海、邓文科、刘富安、李人帡

### 第二届
2010年，共93人：
陈烈汉、朱乐耕、罗小平、毕海波、范有祥、和焕、刘冠伟、任双合、闫保山、郭爱和、晋晓瞳、孟玉松、苗长强、朱文立、丁华汉、黄小玲、李人中、李日铭、彭玲、孙新水、唐锡怀、汪宪平、温月斌、赖声贵、雍起林、钟放平、周益军、朱占平、卢群山、董善习、何岩、罗晓东、吕泉、乔希儒、孙兆宝、王一君、阎先公、曹婉芬、季益顺、李守才、毛国强、邱玉林、吴鸣、徐安碧、徐达明、陈爱明、陈坛根、陈凇贤、陈显林、蒋淦勤、卢伟孙、徐定昌、戴玉梅、范敏琪、蓝国华、刘升辉、聂乐春、宁钢、彭竞强、沈盛生、舒立洪、涂序生、涂翼报、徐江云、许爱民（2015年撤销）、袁世文、曾亚林、张正海、赵紫云、朱正荣、张福荣、章燕明、孙若鹏、陈桂玉、黄国荣、钱如珍、邱双炯、苏清河、苏献忠、许兴泽、蔡秋权、陈仰忠、封伟民、黄志伟、霍冠华、林道藩、林礼腾、潘汾淋、庞文忠、司徒宁、王龙才、吴维潮、吴渭阳

### 第三届
2016年，共91人：
刘胜利、葛军、安际衡、宋润生、王玉岭、张拥军、赵国青、高根长、高水旺、李建峰、李明、杨晓锋、丁海波、傅德毛、黄一健、黄永平、刘劲松、刘坤庭、熊晖、徐建章、丁邦海、马志河、任国栋、田纪友、信德胜、张志朴、周成双、陈国良、陈建平、储集泉、范永良、吕俊杰、王亚平、杨丽华、张红华、陈新华、董炳华、胡兆雄、刘法星、毛丹阳、钱樟法、孙迈华、叶小春、陈敏、邓幼堂、何炳钦、胡光震、黄杨、黄勇、江建民、况冬苟、陆涛、涂志浩、吴能、吴天麟、余效团、喻冬华、喻木华、张吟玲、周鹏、张文亮、陈明华、陈明良、赖礼同、苏玉峰、许瑞峰、孙建兴、何惠娟、霍然均、刘健芬、刘雪玲、苏锦伦、吴淑云、吴学贤、冼艳芬、谢志新、翟惠玲、章燕城、郑金发、陆景平、马成林、毕南海、李剑平、陈建庭、张志坚、陈玲范、范炜光、黄海根、曲恒香、孙庆萍、岳孝清